# Peter Tramacchi
Peter Tramacchi (Gympie, 8 novembre 1970) è un ex tennista australiano.

## Carriera
In carriera ha vinto un titolo di doppio. Nei tornei del Grande Slam ha ottenuto il suo miglior risultato raggiungendo i quarti di finale in doppio misto agli Australian Open nel 2001, in coppia con la connazionale Rachel McQuillan.

## Statistiche

### Doppio

#### Vittorie (1)
| Numero | Anno           | Torneo                             | Superficie | Compagno      | Avversari in finale           | Punteggio     |
| 1.     | 30 agosto 1998 | Pilot Pen International, New Haven | Cemento    | Wayne Arthurs | Sébastien Lareau Alex O'Brien | 7-6, 1-6, 6-3 |

### Doppio

#### Finali perse (2)
| Numero | Anno             | Torneo                                      | Superficie | Compagno      | Avversari in finale               | Punteggio     |
| 1.     | 21 febbraio 1999 | ABN AMRO World Tennis Tournament, Rotterdam | Sintetico  | Neil Broad    | David Adams John-Laffnie de Jager | 7-6, 3-6, 4-6 |
| 2.     | 13 febbraio 2000 | Dubai Tennis Championships, Dubai           | Cemento    | Robbie Koenig | Jiří Novák David Rikl             | 2-6, 5-7      |